# Donato Raffaele Sbarretti Tazza
Donato Raffaele Sbarretti Tazza, italijanski rimskokatoliški duhovnik, škof in kardinal, * 12. november 1856, Montefranco, † 1. april 1939.

## Življenjepis
12. aprila 1879 je prejel duhovniško posvečenje.
9. januarja 1900 je bil imenovan za škofa San Cristobala de la Habana in 4. februarja istega leta je prejel škofovsko posvečenje.
16. septembra 1901 je postal naslovni nadškof Gortine in apostolski delegat na Filipinih; 16. decembra istega leta je postal naslovni nadškof Efeza.
26. decembra 1902 je bil imenovan za apostolskega delegata v Kanadi, 29. oktobra 1910 za tajnika Kongregacije za zadeve verujočih.
4. decembra 1916 je bil povzdignjen v kardinala in imenovan za kardinal-duhovnika S. Silvestro in Capite.
28. marca 1919 je postal prefekt Zbora Rimske kurije, 17. decembra 1928 kardinal-škof Sabine e Poggio Mirteta in 4. julija 1930 tajnik Svete pisarne.